# SILENT HILL: DOWNPOUR
『サイレントヒル ダウンプア』（SILENT HILL: DOWNPOUR）は、コナミデジタルエンタテインメントから発売されたPlayStation 3用ゲームソフト。『サイレントヒル』シリーズのメインタイトルとしては8作目に当たる。チェコのヴァトラゲームズによって開発された。

## 概要
本作はシリーズ初となるオープンワールドのシステムを採用しており、その自由度はシリーズで最も高い。舞台は従来と同様に「サイレントヒル」だが、過去作との直接的な繋がりはほぼ皆無となっている。一方、小ネタ的なファンサービスは多数存在する（後述）。
海外製に移行してからも音楽を担当し続けてきた山岡晃は本作には関わっていない。日本版のジャケットデザインは過去作のアートに参加してきた伊藤暢達が手掛けている。開発元のヴァトラゲームズは『グリーンベレー』の続編『Rush'n Attack: Ex-Patriot』（日本未発売）に続いて本作を手掛けたが、本作開発後に破産宣告を受けている。

## ゲーム内容
サイレントヒルの街は従来よりも自由に探索可能で、各地には任意イベントとなるサイドクエストが14種類点在する。ストーリー自体は旧作同様に直線的であり、従来のような迷宮的な建造物の探索と、自由行動パートである市街地の探索を交互に繰り返しながらストーリーを進め、徐々に市街地の移動可能範囲が広がっていく形となる。
操作性は一新されており、本シリーズの開発が海外の開発会社に移行してからの集大成的な作品とも言える。武器の制限があり、全ての打撃武器は使用するといずれは壊れてしまうほか、武器は銃のほかに一つしか持ち歩けない。『ホームカミング』で採用された「回避」の代わりに、今作ではガードが復活している。また、『シャッタードメモリーズ』で採用された、追跡者を妨害するために障害物を倒したり、後ろを振り向くといった行動も行える。
難易度は『ホームカミング』に匹敵するほど高く、タイミングよくガードしなければ反撃を受けてしまう。体力は40％までは自然回復する。また、ゲームオーバーから再スタートすると全回復する。
今作ではオートセーブに対応しているが逆にマニュアルセーブが無くなっている。セーブポイントの間隔は長く、カットシーン後にセーブされたデータをロードしても再びカットシーン前に戻る。チェックポイントを通過すると必ず上書きされるため、最新セーブポイントよりも前に戻って選択やリソース管理をやり直すことも不可能となっている。

## あらすじ
ライアル刑務所の囚人・マーフィーは隔離囚人のネイピアを殺傷し、それによってウェイサイド重警備刑務所へ移送されることになった。
土砂降りの雨（ダウンプア）の中を走る移送バスだったが、目の前の道路が寸断されており、運転手が慌ててハンドルを切ったことで転落していく。気がついた時には周囲に誰もおらず、期せずして自由の身となったマーフィーは山道を進んでいくが彼の前に異形の怪物が襲い掛かり、やがて異界と化した町「サイレントヒル」が現れる。マーフィーは引き込まれるようにサイレントヒルへと入っていく。

## 登場人物
マーフィー・ペンドルトン（Murphy Pendleton）
声 - デビッド・ボイド・コンラッド
本作の主人公で、教団（The Order）が運営する孤児院出身の40代。白人男性でライアル刑務所に収容されている囚人。クラスB囚人で独房ナンバーは302B。
引き締まった肉体の持ち主で喧嘩は強く、トラヴィスと同様に素手で化け物を殺せるが、ホラーゲームの主人公にしては珍しくおびえる。
妻と息子がいたが、息子は逮捕前に亡くなり、服役中に妻から絶縁されている。
パトカーを奪って警察とカーチェイスし逮捕され、ライアル刑務所に収監されるが多くの看守たちから嫌われていた。凶悪犯罪者向けのウェイサイド重警備刑務所に移送される途中で事故が起き、そのどさくさに紛れて逃走しサイレントヒルにたどり着いた。
エンディングによって設定や結末は大きく異なり、ひたすら不運な善人から多重人格の殺人鬼まで幅広い。
アン・マリー・カニンガム（Anne Marie Cunningham）
声 - クリスティン・プライス
本作のヒロイン的存在で同時に主人公マーフィーの敵対者である、ウェイサイド刑務所の白人女性看守。
マーフィーにただならぬ恨みや殺意を抱いており、執拗に彼を追跡し、最後はブギーマンと化したマーフィーと対決する。
あるエンディングではマーフィーとアンの立場が反転する。
公式スピンオフのアメコミ『アンズ・ストーリー』では主人公。
アン・マリー（ボス）（Anne Marie）
本作の実質的な最終ボスで、復讐のためにブギーマンと化したマーフィーと対決する。
拳銃での銃撃のほか、プリズナー・ジャガーノートの集団をけしかけるといった行動も起こすが、人間であるため耐久力は低い。
ハワード・ブラックウッド（Howard Blackwood）
声 - ウィリアム・C・テイト
サイレントヒル周辺の地理に詳しい郵便配達員の初老黒人男性。
サイレントヒルの「表世界」に囚われ、マーフィーの行く先々に現れては助言を残して消えていく。
2010年に出版された公式スピンオフのアメコミ『Silent Hill: Past Life』が初出のキャラクターで、100年以上前からサイレントヒルを彷徨い人々に助言を与えて回っている。RPG『ブックオブメモリーズ』でも同様に、主人公を導く役回りとして登場する。
ジョージ・スーエル（George Sewell）
声 - ジョエル・バーナード
ライアル刑務所の細マッチョな白人男性看守。
言葉巧みに囚人を懐柔しつつ、所内で数々の汚職を行っており、目的の為なら手段を選ばない危険な人物で作中屈指の悪人。
上記からネイピアに殺意を抱くマーフィーに対してネイピアに復讐する機会を与える取引を持ちかけ、その見返りとしてフランクを殺させようとした。
フランク・コールリッジ（Frank Coleridge）
声 - リア・リアリー
時折、幽霊や背後霊のように鏡の中に現れ、マーフィーに助言をあたえる小太りな初老の白人男性。
その正体はライアル刑務所でかつて看守を務めていたアンの父親で、優秀で正義感が強く受刑者にも敬意を持って接する心優しい人物だった。
汚職を働いていたスーエルにとって邪魔な存在になったため、マーフィー或いはスーエルによって瀕死の重症を負わされてしまう。その結果、植物状態になって車椅子生活を余儀なくされ、アンの介護の末に亡くなっている。
パトリック・ネイピア（Patrick Napier）
声 - ジョン・グレース
かつてはマーフィーの隣人だったライアル刑務所の囚人。太った金髪の白人男性で収監時の年齢は42歳。オネエ言葉で話す。
ダニエルという8歳の少年の誘拐、性的暴行、および殺人で逮捕され、終身刑を言い渡されている。
独房に収監されていたため本来ならばマーフィーの手が届かない相手だったが、スーエルの手引によってバスルームでマーフィーに待ち伏せされ、瀕死の重症を負わされた。
彼もまたエンディングによって設定が異なっており、マーフィーの仇である凶悪犯罪者から濡れ衣を着せられた部外者まで幅広い。だが、いずれもマーフィー或いはスーエルによって既に殺されている。
DJ ロバート・リックス（DJ Robert Ricks）
声 - アントワーヌ・L・スミス
サイレントヒルにある海賊ラジオ局のディスクジョッキーをしている30代黒人男性。愛称は「ボビー（Bobby）」。
マーフィーへ捧げる曲を流している。「フリーダム」のタグが付いたボートのキーをマーフィーとともに探し町から脱出しようと試み、マーフィー、アンと会話中にスクリーマーの集団に襲われ、行方不明となる。
ジョン.P.セイター（John P. Sater）
声 - アンディ・ヘンドリクソン
中年の白人男性で略称は「J」。自らの罪から目を背けているが、社会から白い目で見られることを非常に恐れている。自殺願望がある。
かつてデビルズピットの子供列車の運転手をしていたが、飲酒運転による子供たちの事故死を起こして失業して以来、デビルズピット周辺をうろついてはそこへ訪れる人物にその土地の歴史を話している。
マーフィーと再会後に崖から身投げしたが、彼が放り投げたコインが手元に戻っているのを見るに毎回失敗している可能性がある。
「アンズ・ストーリー」にも登場している。
修道女（Nun）
声 - ベサン・ディクソン・ベイト
教会（孤児院）にいた、アンに似た顔の白人の中年女性シスター。教団の一員であると推測できるものの本名を含めて詳細は不明。
何故かマーフィーと会話が噛み合わない。また、心情を吐露するマーフィーに構わず聖書の一節を読み続けたりもする。
男の子（The Boy）
ネイピアとマーフィーの息子の両方にどことなく似ている、教会（孤児院で）出会う白人の少年。
マーフィーをブギーマンであると言い、外へ出ようとしない。
後にマーフィーと再会するが、ブギーマンに首を折られて死亡した。
女の子（The Girl）
「男の子」にマーフィーがブギーマンであると教えた白人の少女。男の子曰く、「いつも泣いているけど物知り」。
マーフィーから逃げ回るが、屋根裏でホイールマンと会話した後に、行方不明となる。
アン・マリーの幼い頃の姿であると推測でき、『アンズ・ストーリー』にて明確に書かれた。
チャーリー・ペンドルトン（Charlie Pendleton）
声 - ジョナ・ハルペリン
マーフィーの息子。白人。数年前に何者かに殺され、7歳で死亡している。
死亡した原因はエンディングによって、ネイピアに殺されたかマーフィーの別人格に殺されたかになる。
キャロル・ペンドルトン（Carol Pendleton）
マーフィーの元妻。マーフィーによれば「とても寛容で愛情深い人」。
マーフィーの回想と、Dエンディングにのみ登場する（絶縁理由などでA、B、Cにも）。チャーリーの死をきっかけに、マーフィーが服役中に絶縁状を突き付けている。
エンディングによって彼女がマーフィーに正当に怒るか彼女がマーフィーに八つ当たりするかになる。
リチャード・サンチェス（Richard Sanchez）
声 - アルフォンソ・M・ロドリゲス
マーフィーと共に移送された口ひげを蓄えた囚人男性。
ダイナーの地下でスクリーマーを殴っていたが、人間の女を痛めつけていると勘違いしたマーフィーに邪魔をされ、彼を押さえつけている隙にスクリーマーに喉を切り裂かれ死亡した。
ホーマー爺さん（Homer）
声 - ジョン・グレース
スキンヘッドの老人で地下通路で生活しているホームレス。
マーフィーに様々な物を要求してくるが、彼の要求するものを手渡すと近道を教えてくれる。
最後はモンスター達にすら見向きもされず、孤独に衰弱死することになる。
M.クーンズ（M. Koons）
声 - マイケル・カワティ
ウェイサイド刑務所の初老の白人男性の刑務官。
護送バスを運転していたが、急な断崖絶壁やよそ見運転等で事故を起こした際に行方不明となる。
ウィリィス
ライアル刑務所の看守。
ホイールマン（Wheelman）
車椅子に座り生命維持装置に繋がれた貫頭衣を身に纏う弱々しい姿の人型の怪物で、正体はアン・マリーの亡き父親フランクが異世界で怪物と化した姿。戦闘では見た目そのままに巨大な怪物へと変化する。
マーフィーの行く先々に現れ、様々な場所に車椅子の車輪の後を残し、フランクやハワードと同様にマーフィーを導くかのように行動する。
裏世界の最深部にて、4つの巨大な生命維持装置と繋がっている巨大な怪物の姿でマーフィーの前に立ちはだかる。戦闘の際にサーチライトを利用されマーフィーに生命維持装置を破壊されて死亡する（ただし、エンディングによっては復活する）。
攻撃手段はサイコキネシスで周囲のがらくたを集めて飛ばす攻撃と、直接巨大な手で叩き潰す攻撃を使用する。
見た目やキャラからアンのトラウマやマーフィーの罪悪感が具現化した存在であると思われるが、コールリッジの魂が宿っているかのような描写が散見され、謎が多い。
ブギーマン（Bogeyman）
三メートル近くの巨体を持つ人型の怪物。マーフィーが倒さなければならない存在。『ホームカミング』では三角頭の名称とされていたが、本作では全く別のクリーチャーとなっている。
S10ガスマスクと黒いレインコート、ゴム長靴と厚手のゴム手袋で全身を覆い隠している。身の丈ほどもある大きなハンマー（ブギーマンハンマー）を手に、マーフィーの行く先々に現れる。
巨大なハンマーを振り回したり、ハンマーで地面を叩き地割れを起こす等の怪力に加え、一定のダメージを受けて片膝をついても、数秒後にダメージが全快するほどの回復能力も併せ持つ。
マーフィーと直接戦う機会は二回あり、一度目はどれほど攻撃を加えても倒すことはできず、一定時間が経過するか、スクリーマーを二体倒すことで退散する。二度目の戦闘では倒すことができる。
最後は片膝をついたところでマーフィーにハンマーを奪われ、それによって撲殺された。
物語の最終局面で、マーフィー自身がブギーマンと化してしまいアン・マリーと対決する（つまり、プレイヤーがブギーマンを操作する）。

## 登場する敵

### クリーチャー
スクリーマー（Screamer）
黒いロングヘアーで口が大きく裂け死体のような肌色をしている、ボロボロの黒いドレスと厚底ブーツ姿の女性型クリーチャー。名前は「叫ぶ人」の意味。
金切り声をあげて襲ってくる。くらうと耳をふさいで動けなくなってしまう叫び声をあげたり、こん棒のような拳の先端から突き出た釘のような三本爪で切り付けてきたり、連続攻撃をしてくる。背中を見せると後ろからしがみついてくることもある。
ウィーピングバット（Weeping Bat）
大柄で全身が白く手足が細長い、名前は蝙蝠な人型の動物。名前は「泣く蝙蝠」の意味。
サイレントヒルに昔から生息しているクリーチャー。ジャンプ力があり天井を自由に這うことができ、頭上からも攻撃を仕掛けてくる。
攻撃は長い両腕による殴打だが、体力・攻撃力が高い強敵で複数体で来ることも多い。
プリズナー・ミニオン（Prisoner Minion）
上半身が裸で入れ墨があり、矯正器具のような金具で不気味な笑みを強制されている浅黒い肌の男性にも見える人型クリーチャー。名前は「下僕の囚人」の意味。
素手個体はボクシングスタイルでパンチやキック、ダブルスレッジハンマー、マーフィーの両耳を叩いて一時麻痺させる特殊攻撃を使用し、刃物を持った個体はガード出来ないがスクリーマーよりも動きが複雑で読みにくく、攻撃力・体力も高い。
プリズナー・ジャガノート（Prisoner Juggernaut）
プリズナー・ミニオンの親玉。胸にタトゥーがある。ミニオンよりも一回り大柄で、鉄柵を破る程の怪力を持つ。名前は「絶対的な力の囚人」の意味がある。
ミニオン達にリードを付けて犬のように服従させている場面がある。ジャガノートを倒すと近くのミニオンも同時に死ぬ。
ドール（Doll）
大きく裂けた口と人形のような外見が特徴の女性型クリーチャー。
本体はマネキンに擬態し時折ポーズを変える位だが、本体とは別に攻撃を担う透明の影がおり、笑い声をあげて襲ってくる影は紫外線ライトで照らすことでその姿を視認できる。
トーメンティド・ソウル（Tormented Soul）
格子に閉じ込められた、もしくは一体化した異形のクリーチャー。名前は「苦悩する魂」もしくは「苦しめられた魂」の意味。
ヴォイドの追跡を遅らせるために廊下に倒して利用する無害な敵。
ウォールコープス（Woll Corpse）
壁や円盤に磔にされている両手足がなく腹が裂けた人型クリーチャー。名前は「妨げる死体」の意味。
一定間隔で腹から攻撃力のある血のようなものを吹き出す。
パトカー
サイドクエストに登場する、運転者の存在しないボロボロ真っ黒なパトカー。4台ある。
マーフィーを発見するや否や複数のスクリーマーを召喚する。警察署の配車機で撤退コードを発信すれば消滅する。
モノクルマン
巨大な片眼鏡の顔。敵ではないと思われる。
デビルスピットの終点近くに現れ「乗り心地はどうだった？ マーフィー」という台詞を発する。
ヴォイド（Void）
最初に遭遇する敵で裏世界にのみ出現する、赤黒い光のような怪物。名前は「虚」もしくは「欠落」の意味。
周囲の物質と空間全てを吸い込みながら序盤から終盤までマーフィーを執拗に追跡してくる。倒すことはできないため、障害物を倒して進行を遅らせつつ、追ってこなくなる場所まで逃げるしか対処法はない。特定の場所まで逃げきると、獣のような咆哮とともに消滅する。

### ボス
ブギーマン（Bogeyman）
上記を参照。
ホイールマン（Wheelman）
上記を参照。
本作では数少ないボスクリーチャーの一体である。
アン・マリー・カニンガム
上記を参照。

## アイテム
携帯用救急キット
体力を少し回復する。
ライト
本作のライトは手持ちタイプで、胸ポケットではなく腰に装着する。また、紫外線ライトも登場する。
無線機
前作『ホームカミング』と同様に、敵が近くに存在するとノイズを発する。『1』『2』『3』『ゼロ』における、携帯ラジオと同じ役割。
教団のマーク
時計塔の裏世界や、教会などで度々目にする紋章。教団のシンボルマーク的存在である。
ロビー
シリーズお馴染みのウサギのマスコットキャラクター。二週目以降、赤と青の蝋燭の近くの地面をシャベルで掘ると入手できる。

## エンディング
今作のエンディングは途中で「崖から落ちそうになったアンを助けようとした」、「セイターの自殺の際に引き留めた」などの人を助ける選択をしたか否か、ラストバトルでアンを殺したか否かで分岐する。また、クリーチャーの殺害数も多少ながら影響する。
エンディングA「許し」
アンはマーフィーの記憶を見る。マーフィーは息子の仇であるネイピアに復讐するためにわざと犯罪を犯し、刑務所に潜り込んだはずだった。しかし優しい彼は憎きネイピアにとどめを刺せなかった。フランクも殺していない。どちらも殺したのはスーエルだった。マーフィーは自身が殺したも同然だとアンに謝り、真実を知ったアンはマーフィーを抱きしめ、彼を許す。二人は元の世界へと帰還した。アンは無線で「マーフィーは死んだ」と嘘の報告をし、マーフィーはどこかへと去って行く。マーフィーを見送ったアンは振り返り、湖を眺めるのだった。
人を助ける選択をし、アンを殺さなかった場合のエンディング。
エンディングB「真実と正義」
アンはマーフィーの記憶から真実を知り、二人は元の世界へと戻る。アンに礼を告げられたマーフィーは「行きたい場所がある」と言って立ち去り、アンは真の仇に復讐を遂げるべく拳銃を隠し持ってスーエルの元へ向かう。
人を助ける選択をせず、アンを殺さなかった場合のエンディング。
エンディングC「ループ」
マーフィーはフランクを殺しており、アンもまた殺した。自身の罪を認めないマーフィーは、死ぬことも出来ずサイレントヒルに囚われ続ける。
人を助ける選択をし、アンを殺した場合のエンディング。
エンディングD「執行」
マーフィーは息子とフランクを殺した容疑で死刑判決を受け、拘束されて死刑台の上にいた。関係者が見届ける中、スーエルによって死刑が執行される。彼の最期の言葉は「地獄で会おう」だった。
人を助ける選択をせず、アンを殺した場合のエンディング。
エンディングE「ドッキリ！」
マーフィーが刑務所から脱獄すると、何故かそこではアンやスーエルなど見知った相手ばかりか、歴代のサイレントヒルキャラやクリーチャーまでもがサプライズパーティーの用意をしていた。拍手の中でケーキカット役の三角頭が現れるが、ケーキをテーブル代わりの寝台ごと両断してしまい、皆が笑う。そんな様子にマーフィーは半ば呆れながらも嬉しそうに笑みを浮かべるのだった。
今作におけるおふざけエンディング。二週目以降に登場するサイドクエスト「過去の究明」をクリアすると分岐する。
エンディングF
物語冒頭と立場が入れ替わり、囚人として目覚めたアンは看守のマーフィーに移送される。
ラストバトルで敗北した場合のエンディング。

## 評価
Metacriticによると「賛否両論、もしくは平均的」な評価を受けた。ほとんどのレビューではストーリーと雰囲気は賞賛されたものの、戦闘と技術的なパフォーマンスについては全体的に批判された。
サイレントヒルシリーズとしては、GamesRadar+には「改善の余地は大いにあるが、近年のシリーズ作品では比較的良い方だ」とされる一方、IGNは「『ホームカミング』で失望させられ、『ダウンプア』で更にシリーズの評価が下がった」と評している。

## トリビア
- 『サイレントヒル』一作目の重要なボスキャラクターが描かれた絵画が飾られている。
- 『サイレントヒル ゼロ』のトラビスが運転していたのと同じデザインのトラックが町中に停車している。
- 『サイレントヒル ホームカミング』の主人公の家の写真が登場する。
- 特定の条件で『サイレントヒル4』の舞台となったヘンリーの住むサウスアッシュフィールドの302号室に実際に入って探索できる。
- 『サイレントヒル』の初代テーマソングが聞ける場所がある。
- 過去作に登場したオマケアイテムなどがステージ中に隠されている。